# 坎塔尔皮诺
坎塔尔皮诺，是西班牙卡斯蒂利亚-莱昂萨拉曼卡省的一个市镇。 总面积79平方公里，总人口1105人（2001年），人口密度14人/平方公里。